# Kala Bhavana
Kala Bhavana (Institute of Fine Arts) est une institution d'éducation et de recherche en arts visuels indienne fondée en 1919. Elle est la faculté des beaux-arts de l'université Visva-Bharati, Santiniketan, établie par le prix Nobel Rabindranath Tagore.

## Histoire
Lors de sa création en 1919, Tagore invite le célèbre peintre Nandalal Bose et disciple d’Abanindranath Tagore, fondateur de l’École du Bengale et premier à devenir directeur de l’institution. Dans les années suivantes, les artistes Benode Behari Mukherjee (en) et Ramkinkar Baij (en) s'associent à l'université et donnent une nouvelle orientation non seulement à l'institution mais aussi à la peinture indienne moderne.
Le collège dispose également d'un musée d'art exposant sculptures, fresques et peintures murales et d'une bibliothèque de livres d'art. L'historien de l'art et conservateur R. Siva Kumar (en), qui travaille à la faculté d'histoire de l'art depuis 1981, en est le directeur.
En 2011, à l'occasion du 150e anniversaire de la naissance de Rabindranath Tagore, R. Siva Kumar publie Rabindra Chitravali (en). Cette collection en quatre volumes couvre l'œuvre de maîtres composée de 1 600 peintures de Rabindra Bhavan (une autre institution de l'université) et de la collection Kala Bhavan, ainsi que 200 peintures d'autres institutions à travers l'Inde.

## Diplômes décernés
L'université décerne un baccalauréat et une maîtrise en beaux-arts, ainsi que des diplômes supérieurs en peinture, sculpture, peinture murale, gravure, design (textile / céramique) et histoire de l'art.

## Enseignants ou directeurs notables
- Ramkinkar Baij (en)
- Benode Behari Mukherjee (en)
- Nandalal Bose
- Jogen Chowdhury (en), peintre et parlementaire[5]
- Somnath Hore
- Asit Kumar Haldar (en)[6]
- Stella Kramrisch (en), historienne de l'art autrichienne[7]
- Beohar Rammanohar Sinha
- R. Siva Kumar (en), d'abord étudiant, il devient professeur puis principal de l'établissement, ainsi qu'historien de l'art et commissaire d'exposition important[8]
- K. G. Subramanyan
- Surendranath Kar (en)[9]

## Élèves notables
- Ramkinkar Baij (en), sculpteur et peintre
- Ramananda Bandopadhyay étudia ici dans les années 1940-1941, sous la direction de Benode Behari Mukherjee (en), puis réalisa un documentaire notoire sur son professeur, The Inner Eye (en) (1972)[10]
- Jayasri Burman (en), peintre actif à Paris[11]
- Kailash Chandra Meher (en), peintre, décoré du Padma Shri[12]
- A. Ramachandran (en), peintre, décoré du Padma Bhushan[13]
- Beohar Rammanohar Sinha, peintre
- Satyajit Ray, réalisateur
- Krishna Reddy, maître graveur à l'Atelier 17 et sculpteur, a étudié ici avant 1949[14]
- R. Siva Kumar (en), historien de l'art, critique d'art et conservateur.
- K. G. Subramanyan, peintre, décoré du Padma Vibhushan[15]